# Challenger de Bucaramanga 2009
El torneo Seguros Bolívar Open Bucaramanga 2009 fue un torneo profesional de tenis. Perteneció al ATP Challenger Series 2009. Se disputó su 1ª edición sobre tierra batida, en Bucaramanga, Colombia entre el 26 de enero y el 1 de febrero de 2009.

## Campeones

### Individual Masculino
- Horacio Zeballos derrotó en la final a  Carlos Salamanca, 7–5, 6–2

### Dobles Masculino
- Diego Álvarez /  Carles Poch-Gradin derrotaron en la final a  Carlos Avellán /  Eric Gomes, 7–6(7), 6–1